# 羅斯提·史陶布
丹尼爾·喬瑟夫·「羅斯提」·史陶布（英語：Daniel Joseph "Rusty" Staub，1944年4月1日—2018年3月29日），為前美國職棒大聯盟的右外野手、指定打擊與一壘手。生涯效力過45口徑手槍(太空人)、博覽會(國民)、大都會、老虎與遊騎兵等隊。史陶布生涯只差284支安打就能成為3000安俱樂部的一員。儘管他只在博覽會待了4年，他仍靠著高人氣讓球隊退休他的10號球衣。1986年，他入選大都會隊的名人堂。

## 職業生涯

### 休士頓45口徑手槍/太空人
1961年，史陶布和新球隊45口徑手槍簽約。1963年，年僅19歲的史陶布就登上大聯盟，這年他的打擊率為2成20。隔年他的打擊率還是不見起色，因此一度被下放到小聯盟。1965年，史陶布的表現趨於穩定，最後在1967年破繭而出。他敲出聯盟最多的44支二壘安打，讓他生涯首度入選明星賽。

### 蒙特婁博覽會
1968年，史陶布和新任總教練Harry Walker相處不睦，因此球隊將他交易到博覽會，換來Jesús Alou和Donn Clendenon。不過Clendenon因為認為Walker是一名種族歧視者，堅決不到太空人打球，因此他最後又回到博覽會。而太空人獲得兩名新秀Jack Billingham和Skip Guinn做為補償。史陶布到博覽會後勤學法語，讓他在加拿大法語區獲得不少粉絲。
1969年，他的打擊率為3成02，並敲出29轟與79分打點。這年他成功入選明星賽，在各項打擊數據都能名列聯盟前10名。
1970年，他的打擊率為2成74，並敲出30轟與156支安打。他再度入選明星賽，上場代打一個打席沒有敲出安打。1971年，史陶布全勤出賽。他繳出3成11的打擊率，並敲出19轟與97分打點。他也完成連續5年入選明星賽的成就。在史陶布離開博覽會後，球隊也在1993年將他的10號球衣永久退休，成為隊史第一人。他在博覽會的生涯上壘率高達4成02，一度寫下隊史紀錄。

### 紐約大都會
1972年，博覽會將史陶布交易到大都會，換來Mike Jorgensen、Tim Foli和Ken Singleton。他在6月初的打擊率為3成13，然而他卻在比賽中被未來的隊友George Stone的觸身球打中右手腕，導致他一直休息到9月中才回歸。
1973年5月12日，史陶布又被Ramón Hernández的觸身球擊中。即便帶傷上陣，他仍是球隊的打點王。他在國聯冠軍賽敲出3轟與5分打點，還在延長賽美技接殺Dan Driessen的飛球，結果他撞上全壘打牆造成舊傷復發。雖然大都會闖進世界大賽，史陶布也在第二場回歸先發陣容。但他的表現大幅下滑，最終球隊輸給運動家無緣奪冠。他在季後賽的打擊率高達3成41，並敲出4轟與11分打點。
1974年，史陶布滿血復活，他繳出2成58的打擊率，並敲出19轟與78分打點。隔年，他成為大都會隊史首位單季突破100分打點的球員。最終他留下105分打點，一直到1990年才由達里爾·斯塔比雷超越。

### 底特律老虎
1975年12月12日，大都會將史陶布和Bill Laxton交易到老虎，換來米奇·羅里奇和Billy Baldwin。
在老虎的三年期間，史陶布共計敲出70轟與358分打點，打擊率為2成77。他在1976年入選明星賽，還擊出2支安打。
1978年，史陶布成為大聯盟首位以指定打擊身分出賽162場比賽的球員。他繳出聯盟次高的121分打點，並在MVP票選上拿下第五名。1979年，史陶布敲出9轟與40分打點。他在7月中回到博覽會，繳出2成67的打擊率，並敲出3轟與14分打點。1980年3月31日，博覽會將他交易到遊騎兵，換來Chris Smith和La Rue Washington。

### 生涯後期
他在遊騎兵的打擊率為3成，並敲出9轟與55分打點。隔年他回到前東家大都會，不過球隊多半讓他待在板凳，大幅壓縮他的上場空間。這也導致他沒能順利挑戰3000安里程碑。1983年，他達成連續8次上場代打敲安且以代打身分敲出25分打點的大聯盟紀錄。合計他在大都會的打擊率為2成76，並敲出13轟與102分打點。

## 退休與榮譽

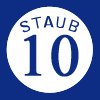
1983年，博覽會隊將史陶布的10號球衣退休。

史陶布在1985年退休，只差284支安打就能成為3000安俱樂部的一員。他是大聯盟唯一一位在4支不同球隊都能敲出500支安打的球員。他和泰·柯布、艾力士·羅德里奎茲、蓋瑞·雪菲爾成為大聯盟唯四位可以在20歲之前和40歲之後開轟的選手。他在1991年獲得名人堂票選資格，不過他的得票率都沒有突破7.9%。
1986年，他入選大都會名人堂。而大都會在那年拿下冠軍，史陶布也獲頒過冠軍戒。2006年他入選德州運動名人堂。2012年，他入選加拿大棒球名人堂。
1986年4月4日，史陶布成立基金會，提供獎學金給喜歡打球的年輕學生。
史陶布曾在曼哈頓經營兩家餐廳，分別於1977年和1989年開幕，但現今已倒閉。2006年7月，他出版人生首本童書—《你好，大都會先生！》(Hello, Mr. Met.)。

## 生病與逝世
2015年，史陶布在從愛爾蘭搭機返美的途中突然心搏停止，兩名醫生也隨即對史陶布進行急救。這架飛機也緊急回到愛爾蘭，並將他送往當地醫院。2018年3月29日，只差3天就能過74歲生日的史陶布因多重器官衰竭與世長辭。

## 生涯打擊成績
| 出賽次數 | 打席  | 打數 | 得分 | 安打 | 二安 | 三安 | 全壘打 | 打點 | 盜壘 | 保送 | 三振 | 打擊率 | 上壘率 | 長打率 | OPS  |
| -------- | ----- | ---- | ---- | ---- | ---- | ---- | ------ | ---- | ---- | ---- | ---- | ------ | ------ | ------ | ---- |
| 2951     | 11229 | 9720 | 1189 | 2716 | 499  | 47   | 292    | 1466 | 47   | 1255 | 888  | .279   | .362   | .431   | .793 |

## 外部連結
- 球員資訊和成績在MLB，ESPN，Baseball-Reference，Fangraphs（英文）